# Formosopyrrhona hozanensis
Formosopyrrhona hozanensis là một loài bọ cánh cứng trong họ Cerambycidae.